# Goldbrusttaube

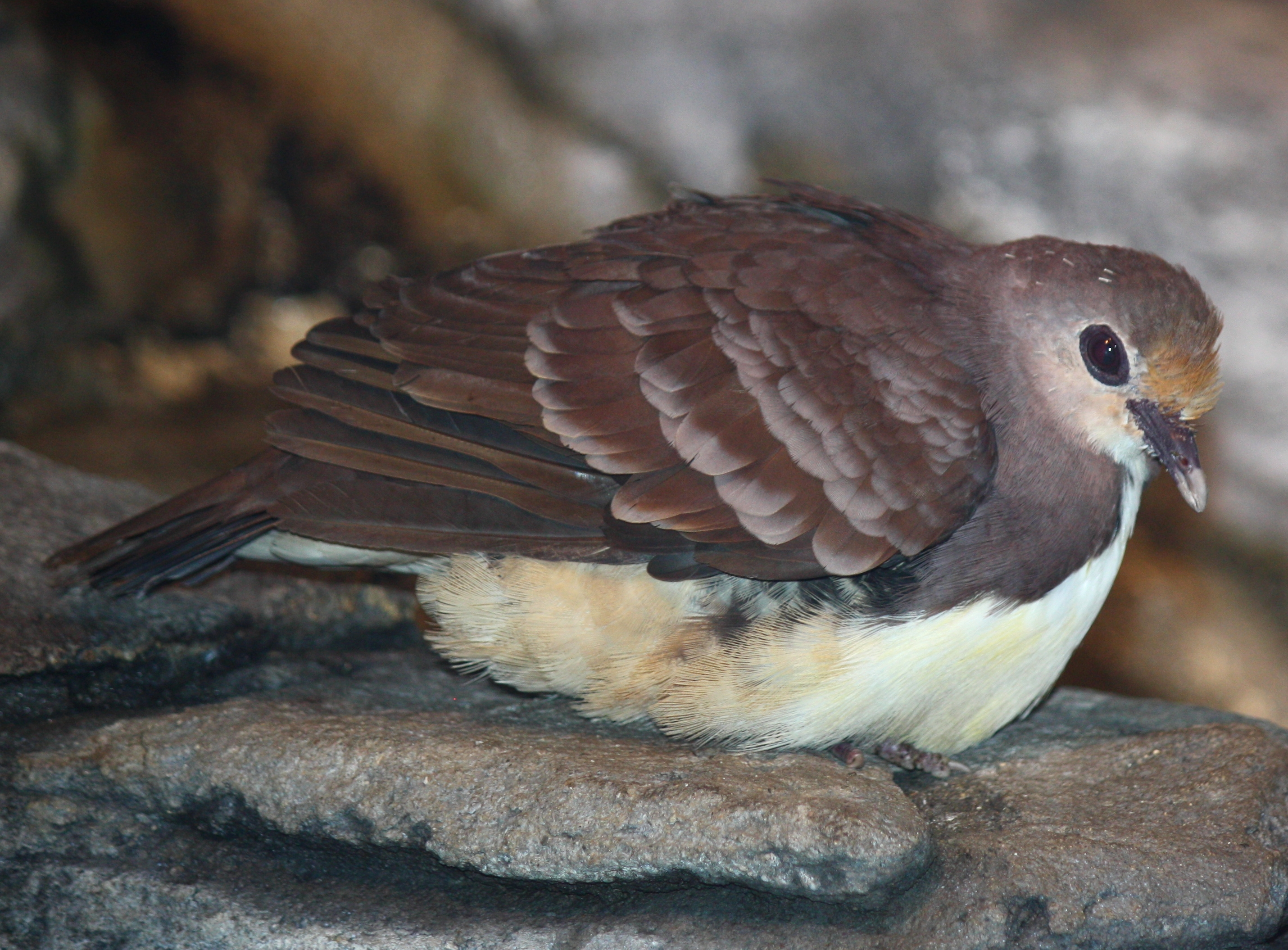

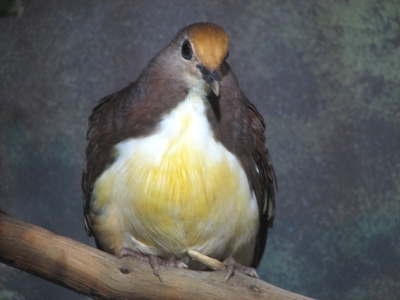
Gelbbrust-Erdtaube

Die Goldbrusttaube (Gallicolumba rufigula), auch Gelbbrust-Erdtaube oder Goldbrust-Erdtaube genannt, ist eine Art der Taubenvögel. Sie kommt in drei Unterarten nur in einem kleinen Verbreitungsgebiet in Südostasien vor.

## Erscheinungsbild
Die Goldbrusttaube erreicht eine Körperlänge von 22 bis 24 Zentimetern. Sie ist damit etwas größer als eine Lachtaube, aber kleiner als die Luzon-Dolchstichtaube. Ein Geschlechtsdimorphismus ist nur sehr geringfügig ausgeprägt.
Die Stirn ist hellrötlichbraun und geht am Hinterkopf in ein Kastanienbraun über. Hals, Mantel, Rücken, Flügel und Brustseiten weisen den kastanienbraunen Farbton auf. Der Hals und die Brustseiten schimmern dabei purpurn. Die Handschwingen sind dunkelbraun mit rostroten Außenfahnen. Die Flügel sind durch drei mattgraue Bänder quergestreift. Die Kehle, die Brust und der Bauch sind weiß und scharf gegen das kastanienbraune Gefieder der Körperoberseite abgegrenzt. 
Namensgebend für die Art ist der große, goldgelbe Fleck auf der Brust. Er besteht aus Federn mit einer haarigen Struktur. Die Unterschwanzdecken sind rötlichgelb. Der Schnabel ist dunkelgrau und hellt zur Spitze hin auf. Die Iris ist rötlichbraun. Weibchen gleichen den Männchen weitgehend. Ihre Brust- und Stirnfärbung ist jedoch etwas matter als beim Männchen. Der Kopf ist außerdem etwas zierlicher.

## Verbreitung und Verhalten
Die Nominatform ist im Westen Neuguineas beheimatet und kommt unter anderem auch auf der Insel Yapen vor. Die Unterart Gallicolumba rufigula helviventris auf den Aru-Inseln vor. Die Unterart Callicolumba rufigula alaris ist im Süden von Neuguinea beheimatet.
Der Lebensraum der Goldbrusttaube ist Bergwald bis 1.600 Meter NN. Sie besiedelt aber auch Flachlandwälder. Wie alle Indopazifischen Erdtauben hält sie sich tagsüber überwiegend am Boden auf. 
Die Balz der Goldbrusttaube findet ausschließlich auf dem Boden statt. Das Männchen verfolgt dabei das Weibchen. Sobald das Männchen frontal dem Weibchen gegenübersteht, knickt das Männchen in den Fersen ein und stößt ein hastig vorgebrachtes t-r-r-r aus, das an die Triller eines Kanarienvogels erinnert. Das Nest wird sehr niedrig im Gebüsch errichtet. Das Gelege umfasst nur ein Ei, das hellgelb ist. Die Brutdauer beträgt 18 bis 19 Tage. Die Jungvögel sind nach 19 bis 20 Tagen flügge.

## Haltung in menschlicher Obhut
Die Goldbrust-Erdtaube wurde erstmals 1915 vom Zoo in London gehalten. Nachzuchten erfolgten in den 1930er und 1940er Jahren. In Deutschland hielt ab 1968 zuerst die Wilhelma in Stuttgart diese Taubenart. Die erste deutsche Nachzucht gelang dem Vogelpark Walsrode, der ab 1977 Goldbrusttauben hielt. Die Goldbrusttaube gilt als eine Art, die sich sehr gut mit anderen Taubenvögeln vergesellschaften lässt. Ihr friedliches Verhalten zeigt sie auch gegenüber anderen Vogelarten. Sie benötigt jedoch zur Überwinterung einen geheizten Schutzraum.
Bei guter Haltung können Goldbrust-Erdtauben sehr alt werden. Eine der ab 1968 in der Wilhelma gehaltenen Tauben erreichte eine Lebensalter von 26 Jahren.